# Tipula (Trichotipula) mulaiki
Tipula (Trichotipula) mulaiki is een tweevleugelige uit de familie langpootmuggen (Tipulidae). De soort komt voor in het Nearctisch gebied.